# Samuel Bleichröder
Samuel Bleichröder (* 15. Juli 1779 in Wriezen; † 30. Dezember 1855 in Berlin) war ein deutsch-jüdischer Bankier und Gründer des Bankhaus S. Bleichröder.
Die Familie stammte aus Bleicherode am Harz. Der Vater Samuels war ab 1773 Fabrikant von Schuhschnallen und stieg zum Heereslieferanten auf. Im Jahr 1793 wurde dieser Hofparfümeur der preußischen Königin. Samuel Bleichröder eröffnete 1803 ein Wechsel- und Lotteriegeschäft in Berlin, 1809 trat er der Gesellschaft der Freunde bei. Die Bleichrödersche Firma gewann an Bedeutung, als Samuel Bleichröder 1828 die Vertretung der Rothschilds in Berlin übernahm. Ab 1847 war Bleichröder an fast allen deutschen Rothschild-Anleihen beteiligt. Zahlreiche Kölner Bankhäuser machten Geschäfte mit Bleichröder. Als Agent Rothschilds kam er in Kontakt mit dem preußischen Königshaus. Im Jahr 1842 beschaffte er die Geldmittel für die Reise des preußischen Königs nach England. Bleichröder war ab 1845 Bankier der Rheinischen und der Köln-Mindener Eisenbahn.
1815 heiratete Samuel Bleichröder Johanna Aron († 1847). Zu ihren Kindern gehörten Gerson von Bleichröder, der die väterliche Firma übernahm, und Julius Bleichröder (1828–1907), der ein eigenes Bankgeschäft gründete.
Samuel Bleichröder starb 1855 im Alter von 76 Jahren in Berlin. Beigesetzt wurde er auf dem Jüdischen Friedhof Schönhauser Allee. Das Grab ist erhalten.